# اللغة البودووية
اللغة البودووية بودو أو ميتش وهي اللغة التي يتكلمها البودوويون في شمال شرق الهند وفي بعض أجزاء نيبال، وهي من اللغات التبيتية البورمية، ويتجمع متكلميها في ولاية آسام، وتكتب هذه اللغة بالخط ديوناكري، ومنهم من بدأ يكتبها بالحروف اللاتينية في سنة 1963، يتكلم هذه اللغة حوالي 1.3 مليون نسمة .